# Station Nishisanso
Station Nishisansō (西三荘駅, Nishisansō-eki) is een spoorwegstation in de Japanse stad Kadoma. Het wordt aangedaan door de Keihan-lijn. Het station heeft twee sporen, gelegen aan twee zijperrons.

## Treindienst

#### Keihan-lijn
| 1 | ■ Keihan-lijn | richting Hirakatashi, Chūshojima, Sanjō en Demachiyanagi    |
| 2 | ■ Keihan-lijn | richting Moriguchishi, Kyōbashi, Yodoyabashi en Nakanoshima |

## Geschiedenis
Het station werd geopend in 1974, nadat men besloot het oude station Kadoma 200 meter naar het oosten te verplaatsen. Sinds de opening is het station regelmatig vernieuwd.

## Stationsomgeving
Nabij het station bevinden zich een groot aantal fabrieken van Panasonic en het voormalige Matsushita Denkō.
- Panasonic Kōnosuke-museum
- Kantoor van Estic
- Sunkus